# Joseph de L'Espine
Joseph hrabě de L'Espine (25. prosince 1761 Avignon – 31. prosince 1826 Milán) byl rakouský generál francouzského původu. Od třinácti let sloužil u francouzského královského námořnictva a jako šlechtic prodělal rychlý kariérní postup. Vyznamenal se v americké válce za nezávislost a již v roce 1790 byl kapitánem. Po francouzské revoluci emigroval a vstoupil do služeb císařské armády. V roce 1813 dosáhl hodnosti polního podmaršála a po napoleonských válkách byl velitelem vyšších jednotek v Haliči, Čechách a severní Itálii. Díky svým předchozím zkušenostem na moři se stal historicky prvním velitelem rakouského válečného námořnictva.

## Biografie
Pocházel ze staré francouzské šlechty z Dauphiné, byl synem markýze Guillauma de L'Espine. V roce 1775 vstoupil k francouzskému královskému námořnictvu a již v šestnácti letech byl poručíkem fregaty (1778). Proti Británii se zúčastnil americké války za nezávislost a v roce 1784 byl jmenován poručíkem řadové lodi. V roce 1790 dosáhl hodnosti kapitána a po francouzské revoluci emigroval. V roce 1792 se připojil k armádě prince de Condé a v hodnosti kapitán-poručíka byl v roce 1795 přijat do císařské armády. Zúčastnil se válek proti republikánské Francii a byl velitelem rýnské flotily. 
Po míru v Campo Formio v roce 1797 vstoupil do služeb nově budovaného rakouského válečného námořnictva. V letech 1799–1800 byl velitelem loďstva u břehů Itálie a Francie. Mezitím postupoval ve vojenských hodnostech (major 1799, podplukovník 1801). V letech 1802–1809 byl velitelem rakouského námořnictva a od roku 1805 byl přednostou námořního odboru ve dvorské válečné radě. V roce 1808 byl povýšen na generálmajora a v roce 1809 se stal vojenským velitelem v Terstu, kde byl od roku 1813 velitelem divize. K datu 26. července 1813 byl povýšen do hodnosti polního podmaršála.
V roce 1814 byl znovu velitelem rakouského námořnictva, ale téhož roku odešel ze zdravotních důvodů do výslužby. Ještě koncem roku 1814 se vrátil do aktivní služby v armádě a stal se velitelem divize v Haliči (1814–1818), v dalších letech byl divizním velitelem v Plzni (1818–1819) a Praze (1819–1821). V roce 1821 se stal velitelem divize u armádního sboru v Piemontu, v roce 1822 dostal dlouhodobou dovolenou, kdy v Avignonu a Paříži řešil rodinné záležitosti. Od roku 1822 byl velitelem v Miláně a nakonec v roce 1826 převzal velení ve Veroně. 
Jako příslušník šlechtického rodu získal v roce 1802 titul c. k. komořího a od roku 1822 byl čestným majitelem pěšího pluku č. 58. Byl čestným rytířem Maltézského řádu, v roce 1814 získal francouzský Řád sv. Ludvíka a v roce 1822 obdržel velkokříž sardinského Řádu sv. Mořice a Lazara.